# 华能国际
华能国际电力股份有限公司簡稱华能国际，华能是一間在纽约证券交易所、香港交易所和上海证券交易所上市的國有控股火力發電公司。
华能国际的最終母公司是亚洲最大的独立发电企业，也是中華人民共和國五大國有電力公司之首中国华能集团。

## 概况
华能国际电力股份有限公司成立于1994年，是中国华能集团公司的控股子公司。华能集团的前身是1985年成立的华能精煤公司和华能国际电力开发公司，它依托国家以煤代油专项资金，与地方政府合作，利用外资，兴建电厂。到1990年代初，华能集团已通过这种方式建设了多座现代化大型发电厂。
1994年6月，华能集团对旗下的数座主要发电厂进行重组，联合多家地方政府投资公司共同成立了华能国际电力股份有限公司和山东华能发电股份有限公司，并于当年在纽约证券交易所分别发行上市。1998年华能国际以介绍方式在香港交易所挂牌上市，随后即发行了H股。2000年在华能集团的重组过程中，华能国际合并了山东华能，从此成为华能集团旗下唯一的核心企业，这也是中国大陆迄今为止最大的一宗上市公司之间购并重组的案例。2001年，为降低因合并山东华能而形成的较高负债率，华能国际再于上海证券交易所发行股票，募集资金归还贷款。
华能国际的核心业务是经营火力发电，早期的发展策略以沿海地区为主，收购与开发并重。华能国际的电厂多位于经济发达、用电需求旺盛的大城市附近，而且设备先进、管理优秀，但用地，用人成本较高。其中旗下的大连发电厂是中国第一家获得“一流”荣誉称号的电力企业，位于上海的石洞口第二发电厂是中国第一座使用超临界机组的电厂，位于重庆的珞璜发电厂是中国第一家引进全套脱硫环保设备的电厂，也是华能旗下最大的电厂。华能国际自上市后，又陆续从华能集团处收购了大量发电厂，将母公司的优质资产几乎全部囊括。同时，华能国际也大力推动旗下电厂的新建和扩建，从而使公司的主营业务稳步增长，其中重庆珞璜电厂扩容完成后将成为东亚最大的火力发电厂。而近年来，由于华能集团的资产已大都注入了华能国际，且煤炭价格的大幅飙升降低了火电厂的利润，因此华能国际的发展策略也开始转向经营中西部的坑口电厂和水力发电业务。
2021年3月，公司发表公告称，截至2020年年底，华能国际拥有可控发电装机容量11.34万兆瓦；境内电厂全年发电量4040.16亿千瓦时，居中国行业可比公司第一。

## 业务
华能国际电力股份有限公司的主要业务是发电，它拥有和控股了分布于中国全境的多座大中型发电厂。
- 珞璜电厂，位于重庆市江津区，装机容量264万千瓦，曾经是东亚最大的火力发电厂，由4台36万千瓦和2台60万千瓦机组构成，现在扩容中，扩建完毕后发电量将达到创纪录的493万千瓦。
- 德州发电厂，位于山东省德州市，装机容量265万千瓦，由4台30千瓦和2台66万千瓦机组构成。
- 上安发电厂，位于河北省石家庄市，装机容量254万千瓦，由2台30万千瓦、1台33万千瓦、1台32万千瓦和2台70万千瓦机组构成。
- 玉环发电厂，位于浙江省台州市，装机容量200万千瓦，由2台100万千瓦机组构成。
- 太仓发电厂，位于江苏省苏州市，装机容量180万千瓦，由2台30万千瓦和2台60万千瓦机组构成。
- 营口发电厂，位于辽宁省营口市，装机容量184万千瓦，由2台32万千瓦和2台60万千瓦机组构成。
- 大连发电厂，位于辽宁省大连市，装机容量140万千瓦，由4台35万千瓦机组构成。
- 南通发电厂，位于江苏省南通市，装机容量140万千瓦，由4台35万千瓦机组构成。
- 福州发电厂，位于福建省福州市，装机容量140万千瓦，由4台35万千瓦机组构成。
- 岳阳发电厂，位于湖南省岳阳市，装机容量132.5万千瓦，由2台30万千瓦和2台36.25万千瓦机组构成。
- 沁北发电厂，位于河南省济源市，装机容量440万千瓦，由4台60万千瓦机组以及2台100万千瓦机组构成。
- 石洞口第二发电厂，位于上海市，装机容量120万千瓦，由2台60万千瓦机组构成。扩容中，扩容后将增至190万千瓦
- 石洞口第一发电厂，位于上海市，装机容量122万千瓦，由3台30万千瓦和1台32万千瓦机组构成。
- 平凉发电厂，位于甘肃省平凉市，装机容量120万千瓦，由4台30万千瓦机组构成。
- 汕头發电厂，位于广东省汕头市，装机容量120万千瓦，由2台30万千瓦和1台60万千瓦机组构成。
- 淮阴发电厂，位于江苏省淮阴市，装机容量176万千瓦，由2台22万千瓦和4台33万千瓦机组构成。
- 上海燃机发电厂，位于上海市，装机容量117万千瓦，由3台39万千瓦机组构成。
- 辛店发电厂，位于山东省淄博市，装机容量105万千瓦，由2台22.5万千瓦和2台30万千瓦机组构成。
- 威海发电厂，位于山东省威海市，装机容量85万千瓦，由2台12.5万千瓦和2台30万千瓦机组构成。
- 榆社发电厂，位于山西省晋中市，装机容量80万千瓦，由2台10万千瓦和2台30万千瓦机组构成。
- 丹东发电厂，位于辽宁省丹东市，装机容量70万千瓦，由2台35万千瓦机组构成。
- 南京发电厂，位于江苏省南京市，装机容量64万千瓦，由2台32万千瓦机组构成。扩容中，完成后将增加至94万千瓦。
- 井冈山发电厂，位于江西省吉安市，装机容量60万千瓦，由2台30万千瓦机组构成。
- 济宁发电厂，位于山东省济宁市，装机容量54.5万千瓦，由1台5万千瓦，1台11.5万千瓦，1台11万千瓦和2台13.5万千瓦机组构成。

华能国际也参股了一些大中型发电厂。
- 邯峰发电厂，位于河北省邯郸市，装机容量132万千瓦，由2台66万千瓦机组构成。
- 日照发电厂，位于山东省日照市，装机容量70万千瓦，由2台35万千瓦机组构成。

此外，华能国际还持有深圳能源集團股份有限公司和华能四川水电有限公司的部分股权。

### 姊妹公司
- 华能澜沧江水电
- 华能新能源